# Klötze
Klötze er en by i Altmarkkreis Salzwedel (landkreis), i Sachsen-Anhalt, Tysklannd. Det ligger cirka 20 km nordvest for Gardelegen og 35 km nordøst for Wolfsburg. Den blev først nævnt i 1144 med navnet Cloetze, hvilket betyder en træklods. I januar 2010 optog byen 11 tidligere kommuner.

## Geografi
Byen Klötze består af følgende Ortschaften eller tidligere kommuner:
- Dönitz
- Immekath
- Jahrstedt
- Klötze
- Kunrau
- Kusey
- Neuendorf
- Neuferchau
- Ristedt
- Schwiesau
- Steimke
- Trippigleben
- Wenze